# East Branch Delaware River
East Branch Delaware River – rzeka w Stanach Zjednoczonych, w stanie Nowy Jork. Rzeka jest jednym z dopływów rzeki Delaware. Długość cieku wynosi 121 km, powierzchnia zlewni zaś jest równa 2140 km².
Część bagien wzdłuż rzeki zostało osuszonych w celu stworzenia zbiornika Pepacton Reservoir, który ostatecznie powstał w 1955.
Rzeka bywa również nazywana: Papaconck, Papakonk River, Papotunk River, Pepachton River, Pepacton Branch, Popacton River, Popaxtunk Branch.

## Dopływy
Nie uwzględniono zbiornika Pepacton Reservoir.

### Prawostronne
- Pleasant Valley Brook
- Platte Kill
- Downs Brook
- Trout Brook
- Clauson Brook
- Baxter Brook
- Morrison Brook
- Bolton Brook
- Read Creek
- City Brook
- Cadosia Creek

### Lewostronne
- Batavia Kill
- Dry Brook
- Huckleberry Brook
- Campbell Brook
- Beaver Kill
- Fish Creek
- Peas Eddy Brook
- Gee Brook